# كريستيان نيفا أفونسو
كريستيان نيفا أفونسو مواليد 10 ديسمبر 1994 في هوت كورس، كورسيكا، فرنسا، هو لاعب كرة قدم برتغالي يلعب لنادي أتليتيكو كلوب دي برتغال كلاعب وسط.

## مرحلة الشباب

### أندية لعب لها
- نادي بورتو

## المسيرة الاحترافية

### أندية لعب لها
- نادي ريو أفي
- داغينهام آند ريدبريدجي
- أتليتيكو كلوب دي برتغال

## روابط خارجية
- كريستيان نيفا أفونسو على موقع Soccerway.com (الإنجليزية)
- كريستيان نيفا أفونسو على موقع عالم كرة القدم.نت (الإنجليزية)